# 大西洋真巨口魚
大西洋真巨口魚（学名：Eustomias aequatorialis）为輻鰭魚綱巨口鱼目巨口鱼科的其中一種。分布於大西洋海域，為深海魚類，棲息深度170-2300公尺，體長可達12.9公分。

## 扩展阅读
維基物種上的相關：大西洋真巨口魚